# 2058
Rok 2058 (MMLVIII) gregoriánského kalendáře začne v úterý 1. ledna a skončí v úterý 31. prosince.

## Předpokládané a naplánované události
- 31. května – 100. výročí založení společnosti Pizza Hut
- Budou se konat Zimní olympijské hry 2058